# Campeonato Japonês de Futebol
O Campeonato Japonês de Futebol, mais conhecido como J1 League (em japonês: J1リーグ, Jē-wan Rīgu), ou Meiji Yasuda J1 League (em japonês: 明治安田J1リーグ, Meiji Yasuda Jē-wan Rīgu) por razões de patrocínio, é a principal competição profissional de futebol masculino do Japão. Disputado por 20 clubes, opera em um sistema de promoção e rebaixamento com a J2 League. Era conhecida como J.League de 1993 a 1998 antes de se tornar uma liga de duas divisões, e como J.League Division 1 de 1999 a 2014.

## História
Antes do início da J1 League, o mais alto nível de futebol de clubes era a Japan Soccer League (JSL), que foi formada em 1965 e consistia em clubes amadores. A J.League foi criada em 1992 como uma liga profissional, e sua primeira temporada começou no dia 15 de maio de 1993. O sucesso da primeira temporada foi tamanho que deu origem a uma rápida expansão, com praticamente dois novos times se juntando à liga a cada nova temporada até 1996. Em cada uma das duas temporadas seguintes, uma nova equipa se juntou à liga.
Em 1999, foi criada a J.League Division 2, a segunda divisão da liga. A primeira divisão passou a se chamar J.League Division 1. A partir de 2014, o nome da primeira e segunda divisão foram alterados para J1 League e J2 League, respectivamente. Nesse mesmo ano, iniciou-se a J3 League, a terceira divisão do campeonato.
Em 2016, a J1 League firmou uma parceria pioneira com a britânica Perform Group, empresa especializada em mídia e conteúdo esportivo digital, visando migrar suas principais divisões da TV para a internet, através de uma plataforma de streaming mundialmente acessível. O contrato gira em torno de US$ 2 bilhões e é o maior valor contratual para transmissão de esportes no Japão. O contrato tem validade de 10 anos.

## Lista de campeões
| Ed. | Ano  | Vencedor            | Vice                 | Terceiro colocado    | Quarto colocado      |
| --- | ---- | ------------------- | -------------------- | -------------------- | -------------------- |
| 1   | 1993 | Verdy Kawasaki      | Kashima Antlers      | Shimizu S-Pulse      | Yokohama F. Marinos  |
| 2   | 1994 | Verdy Kawasaki      | Sanfrecce Hiroshima  | Kashima Antlers      | Shimizu S-Pulse      |
| 3   | 1995 | Yokohama F. Marinos | Verdy Kawasaki       | Nagoya Grampus Eight | Urawa Red Diamonds   |
| 4   | 1996 | Kashima Antlers     | Nagoya Grampus Eight | Yokohama Flügels     | Júbilo Iwata         |
| 5   | 1997 | Júbilo Iwata        | Kashima Antlers      | Yokohama F. Marinos  | Gamba Osaka          |
| 6   | 1998 | Kashima Antlers     | Júbilo Iwata         | Shimizu S-Pulse      | Yokohama F. Marinos  |
| 7   | 1999 | Júbilo Iwata        | Shimizu S-Pulse      | Kashiwa Reysol       | Nagoya Grampus Eight |
| 8   | 2000 | Kashima Antlers     | Yokohama F. Marinos  | Kashiwa Reysol       | Júbilo Iwata         |
| 9   | 2001 | Kashima Antlers     | Júbilo Iwata         | JEF United Ichihara  | Shimizu S-Pulse      |
| 10  | 2002 | Júbilo Iwata        | Yokohama F. Marinos  | Gamba Osaka          | Kashima Antlers      |
| 11  | 2003 | Yokohama F. Marinos | Júbilo Iwata         | JEF United Ichihara  | FC Tokyo             |
| 12  | 2004 | Yokohama F. Marinos | Urawa Red Diamonds   | Gamba Osaka          | JEF United Ichihara  |
| 13  | 2005 | Gamba Osaka         | Urawa Red Diamonds   | Kashima Antlers      | JEF United Chiba     |
| 14  | 2006 | Urawa Red Diamonds  | Kawasaki Frontale    | Gamba Osaka          | Shimizu S-Pulse      |
| 15  | 2007 | Kashima Antlers     | Urawa Red Diamonds   | Gamba Osaka          | Shimizu S-Pulse      |
| 16  | 2008 | Kashima Antlers     | Kawasaki Frontale    | Nagoya Grampus       | Oita Trinita         |
| 17  | 2009 | Kashima Antlers     | Kawasaki Frontale    | Gamba Osaka          | Sanfrecce Hiroshima  |
| 18  | 2010 | Nagoya Grampus      | Gamba Osaka          | Cerezo Osaka         | Kashima Antlers      |
| 19  | 2011 | Kashiwa Reysol      | Nagoya Grampus       | Gamba Osaka          | Vegalta Sendai       |
| 20  | 2012 | Sanfrecce Hiroshima | Vegalta Sendai       | Urawa Red Diamonds   | Yokohama F. Marinos  |
| 21  | 2013 | Sanfrecce Hiroshima | Yokohama F. Marinos  | Kawasaki Frontale    | Cerezo Osaka         |
| 22  | 2014 | Gamba Osaka         | Urawa Red Diamonds   | Kashima Antlers      | Kashiwa Reysol       |
| 23  | 2015 | Sanfrecce Hiroshima | Gamba Osaka          | Urawa Red Diamonds   | FC Tokyo             |
| 24  | 2016 | Kashima Antlers     | Urawa Red Diamonds   | Kawasaki Frontale    | Gamba Osaka          |
| 25  | 2017 | Kawasaki Frontale   | Kashima Antlers      | Cerezo Osaka         | Kashiwa Reysol       |
| 26  | 2018 | Kawasaki Frontale   | Sanfrecce Hiroshima  | Kashima Antlers      | Consadole Sapporo    |
| 27  | 2019 | Yokohama F. Marinos | FC Tokyo             | Kashima Antlers      | Kawasaki Frontale    |
| 28  | 2020 | Kawasaki Frontale   | Gamba Osaka          | Nagoya Grampus       | Cerezo Osaka         |
| 29  | 2021 | Kawasaki Frontale   | Yokohama F. Marinos  | Vissel Kobe          | Kashima Antlers      |
| 30  | 2022 | Yokohama F. Marinos | Kawasaki Frontale    | Sanfrecce Hiroshima  | Kashima Antlers      |
| 31  | 2023 | Vissel Kobe         | Yokohama F. Marinos  | Sanfrecce Hiroshima  | Urawa Red Diamonds   |
| 32  | 2024 | Vissel Kobe         | Sanfrecce Hiroshima  | Machida Zelvia       | Gamba Osaka          |

## Títulos por clube

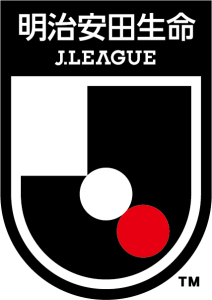
J new logo

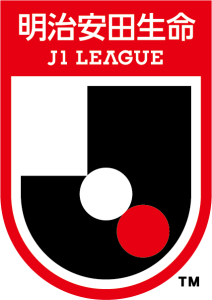
J1 logo

| Clube               | Títulos                                            | Vices                            | Terceiro lugar                         | Quarto lugar               | Top 4 |
| ------------------- | -------------------------------------------------- | -------------------------------- | -------------------------------------- | -------------------------- | ----- |
| Kashima Antlers     | 8 (1996, 1998, 2000, 2001, 2007, 2008, 2009, 2016) | 3 (1993, 1997, 2017)             | 5 (1994, 2005, 2014, 2018, 2019)       | 4 (2002, 2010, 2021, 2022) | 20    |
| Yokohama F. Marinos | 5 (1995, 2003, 2004, 2019, 2022)                   | 5 (2000, 2002, 2013, 2021, 2023) | 1 (1997)                               | 3 (1993, 1998, 2012)       | 14    |
| Kawasaki Frontale   | 4 (2017, 2018, 2020, 2021)                         | 4 (2006, 2008, 2009, 2022)       | 2 (2013, 2016)                         | 1 (2019)                   | 11    |
| Júbilo Iwata        | 3 (1997, 1999, 2002)                               | 3 (1998, 2001, 2003)             | 0                                      | 2 (1996, 2000)             | 8     |
| Sanfrecce Hiroshima | 3 (2012, 2013, 2015)                               | 3 (1994, 2018, 2024)             | 2 (2022, 2023)                         | 1 (2009)                   | 9     |
| Gamba Osaka         | 2 (2005, 2014)                                     | 3 (2010, 2015, 2020)             | 6 (2002, 2004, 2006, 2007, 2009, 2011) | 3 (1997, 2016, 2024)       | 14    |
| Tokyo Verdy         | 2 (1993, 1994)                                     | 1 (1995)                         | 0                                      | 0                          | 3     |
| Urawa Red Diamonds  | 1 (2006)                                           | 5 (2004, 2005, 2007, 2014, 2016) | 2 (2012, 2015)                         | 2 (1995, 2023)             | 10    |
| Nagoya Grampus      | 1 (2010)                                           | 2 (1996, 2011)                   | 3 (1995, 2008, 2020                    | 1 (1999)                   | 7     |
| Kashiwa Reysol      | 1 (2011)                                           | 0                                | 2 (1999, 2000)                         | 2 (2014, 2017)             | 5     |
| Vissel Kobe         | 2 (2023, 2024)                                     | 0                                | 1 (2021)                               | 0                          | 3     |
| Shimizu S-Pulse     | 0                                                  | 1 (1999)                         | 1 (1993, 1998)                         | 4 (1994, 2001, 2006, 2007) | 6     |
| FC Tokyo            | 0                                                  | 1 (2019)                         | 0                                      | 2 (2003, 2015)             | 3     |
| Vegalta Sendai      | 0                                                  | 1 (2012)                         | 0                                      | 1 (2011)                   | 2     |
| Cerezo Osaka        | 0                                                  | 0                                | 2 (2010, 2017)                         | 2 (2013, 2020)             | 4     |
| JEF United Chiba    | 0                                                  | 0                                | 2 (2001, 2003)                         | 2 (2004, 2005)             | 4     |
| Yokohama Flügels    | 0                                                  | 0                                | 1 (1996)                               | 0                          | 1     |
| Consadole Sapporo   | 0                                                  | 0                                | 0                                      | 1 (2018)                   | 1     |
| Oita Trinita        | 0                                                  | 0                                | 0                                      | 1 (2008)                   | 1     |

## Artilheiros

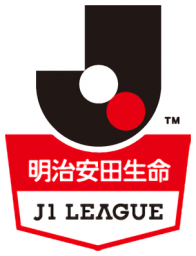
J1 League

| Ano  | Jogador           | Nacionalidade | Clube               | Gols |
| ---- | ----------------- | ------------- | ------------------- | ---- |
| 1993 | Ramón Díaz        | Argentina     | Yokohama Marinos    | 28   |
| 1994 | Frank Ordenewitz  | Alemanha      | JEF United Ichihara | 30   |
| 1995 | Masahiro Fukuda   | Japão         | Urawa Reds          | 32   |
| 1996 | Kazuyoshi Miura   | Japão         | Verdy Kawasaki      | 23   |
| 1997 | Patrick Mboma     | Camarões      | Gamba Osaka         | 25   |
| 1998 | Masashi Nakayama  | Japão         | Jubilo Iwata        | 36   |
| 1999 | Hwang Sun-Hong    | Coreia do Sul | Cerezo Osaka        | 24   |
| 2000 | Masashi Nakayama  | Japão         | Jubilo Iwata        | 20   |
| 2001 | Will              | Brasil        | Consadole Sapporo   | 24   |
| 2002 | Naohiro Takahara  | Japão         | Jubilo Iwata        | 26   |
| 2003 | Ueslei            | Brasil        | Nagoya Grampus      | 22   |
| 2004 | Emerson Sheik     | Brasil        | Urawa Reds          | 27   |
| 2005 | Araújo            | Brasil        | Gamba Osaka         | 33   |
| 2006 | Washington        | Brasil        | Urawa Reds          | 26   |
| 2006 | Magno Alves       | Brasil        | Gamba Osaka         | 26   |
| 2007 | Juninho           | Brasil        | Kawasaki Frontale   | 22   |
| 2008 | Marquinhos        | Brasil        | Kashima Antlers     | 21   |
| 2009 | Ryoichi Maeda     | Japão         | Jubilo Iwata        | 20   |
| 2010 | Joshua Kennedy    | Austrália     | Nagoya Grampus      | 17   |
| 2010 | Ryoichi Maeda     | Japão         | Júbilo Iwata        | 17   |
| 2011 | Joshua Kennedy    | Austrália     | Nagoya Grampus      | 19   |
| 2012 | Hisato Satō       | Japão         | Sanfrecce Hiroshima | 21   |
| 2013 | Yoshito Okubo     | Japão         | Kawasaki Frontale   | 22   |
| 2014 | Yoshito Okubo     | Japão         | Kawasaki Frontale   | 18   |
| 2015 | Yoshito Okubo     | Japão         | Kawasaki Frontale   | 23   |
| 2016 | Leandro           | Brasil        | Vissel Kobe         | 19   |
| 2016 | Peter Utaka       | Nigéria       | Sanfrecce Hiroshima | 19   |
| 2017 | Yu Kobayashi      | Japão         | Kawasaki Frontale   | 23   |
| 2018 | Jô                | Brasil        | Nagoya Grampus      | 24   |
| 2019 | Marcos Júnior     | Brasil        | Yokohama Marinos    | 15   |
| 2019 | Teruhito Nakagawa | Japão         | Yokohama Marinos    | 15   |
| 2020 | Michael Olunga    | Quênia        | Kashiwa Reysol      | 28   |
| 2021 | Leandro Damião    | Brasil        | Kawasaki Frontale   | 23   |
| 2022 | Thiago Santana    | Brasil        | Shimizu S-Pulse     | 14   |
| 2023 | Yuya Osako        | Japão         | Vissel Kobe         | 22   |
| 2023 | Anderson Lopes    | Brasil        | Yokohama Marinos    | 22   |